# 소중한 것은 전부 네가 가르쳐 주었어
《소중한 것은 전부 네가 가르쳐 주었어》(일본어: 大切なことはすべて君が教えてくれた)는 후지 TV 계열에서 2011년 1월 17일부터 같은 해 3월 28일까지 방송 된 TV 드라마이다.

## 개요
주연 토다 에리카는 《SPEC~경시청 공안부 공안 제 5과 미상 사건 특별 대책계 사건부~》(TBS)에 이어 2분기 연속으로 주연을 맡았고, 미우라 하루마는 이 작품이 후지 TV 드라마 첫 주연이다. 또한 미우라는 1990년생으로, 게츠쿠 사상 첫 90년대생(헤이세이) 주연이 되었다.

## 줄거리
사립메이료학원 고등학교에 근무하는 여교사 우에무라 나츠미는 동료 교사 카시와기 슈지와 약혼한 사이. 그러나 슈지는 개학식 전날 자신의 학생 사에키 히카리와 관계를 가지게 되는데... 히카리의 말처럼 "2명의 사랑은 진짜"인 것일까?

## 등장인물

### 사립메이료학원 고등학교 교무실
- 우에무라 나츠미 : 토다 에리카

본작의 주인공. 사립메이료학원 고등학교 1학년 담임 교사. 담당 과목은 영어. 귀국자녀. 농구부 고문. 밝고 긍정적이며 시원시원한 성격 때문에, 학생들로부터 존경받고 있다. 같은 고교 교사 슈지와 약혼했지만, 그가 히카리와 관계를 가진 것을 알게된다.
- 카시와기 슈지 : 미우라 하루마

본작의 또다른 주인공. 사립메이료학원 고등학교 2학년 1반의 담임 교사. 담당 과목은 생물. 나츠미의 약혼자. 교내 학생들 사이에서의 인기가No.1인 교사이며, 학부형에게도 신뢰 받고 있지만, 자신의 학생 히카리와 개학식 전날에 관계를 가져 버린다.
- 나카니시 요시후미 : 니시무라 마사히코

사립메이료학원 고등학교의 교사. 2학년 2반의 담임, 학년 주임.
- 카네코 마사요 : 노세 안나

사립메이료학원 고등학교의 교사. 2학년 3반의 담임.
- 츠루오카 사토시 : 카자마 모리오

사립메이료학원 고등학교의 교감.
- 그 외
  - 교장 : 아베 로쿠로 (제1,9화)
  - 이사 : 카토 오사무, 사토 유시, 스나가 케이 (이상 제8화)
  - 이사장 : 토도와 유스케 (제8화)

### 사립메이료학원 고등학교 학생

#### 2학년 1반
- 사에키 히카리 : 타케이 에미 (유년기 : 아사미 히메카)

사립메이료학원 고등학교 2학년. 어느 컴플렉스를 안고 있어, 슈지와 관계를 가지게 된다.
- 히라오카 나오키 : 스다 마사키

사립메이료학원 고등학교 2학년. 솔직하고 행동력이 있어, 칸사이 사투리로 이야기한다(연기하는 스다도 오사카부 출신). 남자 농구부에 소속해, 슬램 덩크를 마음의 성서로 여기고 있다. 나츠미의 열혈 팬으로 서서히 위안을 주는 존재. 자주 료코를 놀린다.
- 카가와 료코 : 히로세 앨리스

사립메이료학원 고등학교 2학년. 밝고 개방적인 성격을 하고 있는, 클래스의 중심적인 존재.
- 코다마 켄타로 : 나카지마 켄토 (B.I.Shadow)

사립메이료학원 고등학교 2학년. 매사에 소극적인 성격이며, 같은 반 친구들과도 거의 대화하지 않는다. 전철 시각표를 휴대하고 있다.
- 와타나베 유나 : 이시바시 안나

사립메이료학원 고등학교 2학년. 료코의 친구. 단정하고 상냥한 성격.
- 소노다 노조미 : 고리키 아야메

사립메이료학원 고등학교 2학년. 히카리의 바로 뒷자리에 앉게 된 것을 계기로 친구가 된다. 밝고 자유분방하고 정의감이 강하다. 빚을 남기고 실종 된 아버지 때문에 메이드 카페에서 아르바이트를 하고 있다.
| - 타구치 카즈타카 : 나가시마 슈고 카와모토와 교제중. 카와모토와 관계가 있던 것으로부터, 문제가 된다. - 우노 사이리 : 이토 사이리 - 에토 반즈 료마 : 반즈 유키 혼혈. 힘과 체격을 타고나 육체 노동에서는 반드시 끌려간다. 상냥한 성격. - 마키다 레이카 : 카에치 모모코 - 아이자와 코유키 : 오사무라 코유키 - 이시모토 센주 : 사에키 센주 - 오노 세이야 : 마루와카 카오루 약간 뚱뚱하고 안경을 쓴 성실한 학생. 슈지에게 "교사보다 머리가 좋다"라고 평가 될 정도로 학력이 뛰어나다. - 카와모토 마리 : 이시바시 나츠미 타구치와 교제중. 타구치와 관계가 있던 것으로부터, 문제가 된다. - 타카하시 유키 : 쿠라마스 유키 - 타키야마 타츠야 : 쿠로키 타츠야 - 치바 나나 : 오오히라 나츠미 - 츠치모토 나치 : 오우카 와나치 - 츠치야 타카유키 : 오오츠 히로키 | - 토쿠나가 레나 : 노넨 레나 - 나카타 히로키 : 나카지마 히로키 - 나카노 아이리 : 나카지마 아이리 - 나츠카와 류타 : 토바야마 류타 - 니시노 유이 : 이토 유이 - 네모토 켄토 : 히키타 켄토 - 노구치 유이 : 나카무라 유이 - 하시모토 타츠야 : 하소메 타츠야 - 히구치 미하토 : 이세 미하토 - 모모이 아마네 : 오카야마 아마네 - 야스다 미즈키 : 코마츠 미즈키 - 야마구치 미사키 : 요네무라 미사키 - 요시카와 타츠야 : 기시다 타츠야 |

#### 2학년 1반 학생 좌석표
표기는 역할의 이름, 연기자의 이름은 상기를 참조.
|          |          | 교탁     |          |          |          |
| 아이자와 | 카가와   | 타카하시 | 토쿠나가 | 노구치   | 모모이   |
| 이시모토 | 가와모토 | 타키야마 | 나카타   | 하시모토 | 야스다   |
| 우노     | 코다마   | 타구치   | 나카노   | 히구치   | 야마구치 |
| 에토     | 사에키   | 치바     | 나츠카와 | 히라오카 | 요시카와 |
| 오노     | 소노다   | 츠지모토 | 니시노   | 마키다   | 와타나베 |
|          |          | 츠치야   | 네모토   |          |          |

#### 농구부
| 여자 농구부원 - 호시노 요코 : 시호노 료 - 모토키 아야 : 타케모토 아야 - 아리노 사치 : 이시마루 사치 - 마나베 리사 : 혼마 리사 - 후지오카 유리나 : 사이토 유리나 - 다나베 카오리 : 다나베 카오리 | 남자 농구부원 - 야마다 준페이 : 사사야마 준페이 - 야마다 텟페이 : 사사야마 텟페이 - 이구치 류노스케 : 나가이 류노스케 - 다나카 카이 : 소노다 카이 |

### 나츠미네 가족
- 우에무라 케이코 : 아사카 마유미

나츠미의 모친.
- 우에무라 카츠미 : 아라이 야스히로

나츠미의 부친.

### 슈지네 가족
- 카시와기 코이치 : 아라이 히로후미

슈지의 형. 교편을 잡기 위해 집을 떠난 슈지를 대신해 본가의 술가게를 돕고 있다. 착하고 남 뒤치다꺼리를 좋아하지만, 슈지가 나츠미와 약혼하자 그제서야 슈지를 질투한다는 것을 알아차린다.
- 카시와기 히로카즈 : 하루미 시호

슈지, 코이치의 부친.
- 카시와기 이쿠코 : 미타니 에츠요

슈지, 코이치의 모친.

### 히카리네 가족
- 사에키 유카리 : 니시조노 미스즈 (제9화)

히카리의 언니. 4년 전, 히카리와 함께 떠난 홋카이도 여행 중 사고로 사망했다.
- 사에키 유리 : 미야모토 유코

히카리, 유카리의 모친.
- 사에키 세이조 : 진보 사토시

히카리, 유카리의 부친.

### 학부형
- 타구치 카즈타카의 모친 : 아나미 아츠코 (제1화)
- 카와모토 마리의 모친 : 와타나베 스기에 (제1,8화)
- 야마시타 유고의 부친 : 야마다 유타카 (제7화)
- 야마시타 유고의 모친 : 카라키 치에미 (제7화)
- 그 외 : 스즈키 히로미, 야쿠시지 준 (이상 제8화)

### 슈요대학 부속병원
- 미즈타니 아야 : 우치다 유키

슈요대학 부속병원 산부인과 간호사. 4년 전, 히카리를 알게 되었고, 히카리에겐 누구보다 소중한 존재이다. 히카리와 하룻밤을 보낸 슈지가 교사인 것을 알고 분노한다.
- 히카리 담당의 : 사토 유 (제3화)
- 간호사 - 카네코 미치요 (제2화), 마루야마 유코 (제7화)

### 그 외
- 도토 사야카 : 시노다 마리코 (AKB48)

웨딩 플래너. 나츠미와 슈지의 동급생이며, 학생시절은 슈지와 교제를 했었다. 현재는 나츠미와 함께 살고 있다.
- 야마시타 유고 : 후쿠시 세이지 (제7,8화)

상사에 근무하는 나츠미의 맞선 상대. 자신감과 포용력이 넘치는 쾌남이다. 약혼자가 있었지만, 생식 기능이 보통 사람과 다르다는 것을 알고 파혼당했다. 그 때문에 슈지의 아이를 임신한 나츠미를 반기지만 거절당하고만다.

### 각 화 게스트
제1화
- 빚쟁이 : 아카호리 쓰기히데
- 메이드 과부 "딸기우유" 손님 : 오오야마 타카노리
- 타구치의 모친 : 아나미 아츠코
- 카와모토의 모친 : 와타나베 스기에
- 사립메이료학원 고등학교 교장 : 아베 로쿠로우

제2화
- 유나와 레이카를 헌팅하는 남자 : 우에다 켄, 아사노 준페이
- 집배원 : 모리 큐키

제3화
- 야마구치 : 혼다 신

제4화
- 신축 맨션 2차 분양 신청 순서를 기다리는 부부 : 오치 토시미츠, 오카모토 치아키

제5화
- 산부인과 의사 : 오구치 에리코
- 히카리와 하룻밤을 보낸 남자 : 사카타 텟페이
- 사야카의 동료 웨딩 플래너 : 요시다 아사미
- 결혼식장 하객 : 사카키 히데노리, 스미요시 레이나

제9화
- 부동산 중개인 : 오츠카 히로시

제10화
- 츠시마 아키히로 (슈지, 히카리와 같은 북두성 열차에 탄 승객) : 비토 이사오
- 요시무라 미오 : 미요시 아야카
- 의사 : 우에하라 요시에
- 공항 안내원 : 카마타 마리나, 안도 히토미

## 제작진
- 각본 : 아다치 나오코 (2002년 제15회 후지 TV 시나리오 대상 대상 수상자）
- 음악 : 하야시 유키
- 협력 프로듀서 : 요코야마 타카하루
- 프로듀서 : 마스모토 준, 시미즈 카즈유키
- 연출 : 니시우라 마사키, 하야마 히로키, 세키노 무네노리
- 기획협력 : 아즈마 야스유키
- 기술 프로듀서 : 세토이 마사토시
- TD : 미야타 신
- 선곡 : 이즈미 세이지
- 음향효과 : 카베야 타카히로
- MA : 사토 코지
- 미술 프로듀서 : 시바타 신이치로
- 미술 디자인 : 아베키 요지
- 미술진행 : 모리타 노부유키
- 특도구 : 츠치야 와카코
- 시각효과 : 타무라 노리유키
- 푸드 스타일리스트 : 스미카와 케이코
- VFX 프로듀서 : 후지카와 유스케
- VFX 디렉터 : 타카노 요시마사
- 촬영협력
  - 케이센 여자대학교, 우시쿠 아이와 종합병원, 구니타치역전 대학 거리 상점가, PACHINCO OASIS, 구니타치시, 키타지마 철물점, 마치다시, 예식장 Anfelicion, 우라야스시립 중앙도서관, 이바라키 필름 코믹션, 이바라키현립 의료대학, 도쿄도시대학, 도쿄도시대학부속중·고등학교, 간토 철도, 다이토구 필름 코믹션, 와타베 웨딩
- 협력
  - 비디오 스태프, inup, 팬, 타카하츠 레이싱, 와인드 업, 더 호라이즌, 스포트, 교도 TV, LA 컴퍼니, 핫포 TV, 성 로케이션 서포트
- 의료자문 : 이바라키 타모츠 (이바라키 레이디스 클리닉)
- 제작 : 후지 TV 드라마 제작 센터

## 주제가
- 포르노그라피티 - EXIT (SME 레코즈)

## 삽입곡
- P!NK Greatest Hits... So Far!!!(Best Album), I'm Not Dead(5th Album)에서 차용된 곡.

1. I'm Not Dead
2. Funhouse
3. Who Knew
4. Runaway
5. F**kin' Perfect
6. Dear Mr.President Featuring Indigo Girls
7. Nobody Knows
8. Stupid Girls

## 부제
| 각 화                                                        | 방송일          | 부제        | 연출            | 시청률 |
| ------------------------------------------------------------ | --------------- | ----------- | --------------- | ------ |
| 제1화                                                        | 2011년 1월 17일 | 시작의 아침 | 니시우라 마사키 | 12.1%  |
| 제2화                                                        | 2011년 1월 24일 | 여자의 투쟁 | 니시우라 마사키 | 11.6%  |
| 제3화                                                        | 2011년 1월 31일 | 남자의 대답 | 니시우라 마사키 | 10.5%  |
| 제4화                                                        | 2011년 2월 07일 | 폭로        | 하야마 히로키   | 11.0%  |
| 제5화                                                        | 2011년 2월 14일 | 진상        | 하야마 히로키   | 12.1%  |
| 제6화                                                        | 2011년 2월 21일 | 반년 후     | 니시우라 마사키 | 12.1%  |
| 제7화                                                        | 2011년 2월 28일 | 구혼        | 세키노 무네노리 | 11.0%  |
| 제8화                                                        | 2011년 3월 07일 | 사직        | 니시우라 마사키 | 12.3%  |
| 제9화                                                        | 2011년 3월 21일 | 마지막 수업 | 하야마 히로키   | 11.2%  |
| 최종화                                                       | 2011년 3월 28일 | 결혼        | 니시우라 마사키 | 10.5%  |
| 평균 시청률 11.4% (시청률은 간토 지방・비디오 리서치사 조사) |                 |             |                 |        |

- 3월 14일에 방송 예정이었던 제9화는, 2011년 동북지방 태평양바다 지진 FNN 보도 특별 프로그램으로 결방되었고, 1주일 후 3월 21일에 방송되었다.
- 시청률은 최종화까지 모두 두 자릿수였지만, 게츠쿠 시간대 드라마로써 대체적으로 저조하고, 모든 회가 15%를 밑돈 것은 게츠쿠 사상 최초이다.
- 첫 화 시청률[1], 최고 시청률[2], 최종회 시청률[3]은 게츠쿠 시간대로써는 역대 최저치가 되었다.